# Samtgemeinde Upstalsboom
Upstalsboom war von 1965 bis 1972 eine Samtgemeinde auf dem Gebiet des heutigen Aurich in Ostfriesland.
Am 31. Mai 1965 wurden die Gemeinden Extum, Haxtum, Kirchdorf und Rahe zur Samtgemeinde Upstalsboom zusammengeschlossen. Der Name der Gesamtgemeinde begründete sich auf die ehemals hier befindliche Thingstätte Upstalsboom, an die heute noch ein Denkmal erinnert. Einziger Bürgermeister der Samtgemeinde war von 1965 bis 1972 Nikolaus Frerichs, einziger Gemeindedirektor von 1967 bis 1972 Ekke Bussmann.
Im Zuge der Gebiets- und Verwaltungsreform im Jahre 1972 wurden die zur Samtgemeinde gehörenden Gemeinden in die Stadt Aurich eingemeindet. Das ehemalige Upstalsboom stellt somit heute vier Stadtteile, die zusammen über einen Ortsbürgermeister verfügen, dessen Amt bisher von folgenden Personen bekleidet wurde: 
- Andreas Behrends (1972–1986)
- Karl Kronshagen (1986–1991)
- Andreas Lengert (1991–1996)
- Antje Harms (1996–heute)

Noch heute wird der Name Upstalsboom von vielen Organisationen zur regionalen Gliederung genutzt.